# Андреа Аппіані
Андреа Аппіані (італ. Andrea Appiani; 23 травня 1754 — 8 січня 1817) — італійський художник часів класицизму.

## Життєпис
Походив з родини середнього статку. Народився у Мілані 1754 року. У 1760-х роках Аппіані вступив до приватної академії живописця Карло Марії Джудіче, де отримав знання і техніку в малюнку, копіюючи головним чином скульптури та ілюстрації картин у друкованих виданнях.
У 1769 році продовжив навчання в класі живописця фрески Антоніо де Джорджі, який проводився в картинній галереї Амброзіана в Мілані, де йому була надана можливість вивчати роботи послідовників Леонардо да Вінчі, особливо Бернардіно Луїні.
1776 року Аппіані вступив до Академії «ді Бель Арте» у Брера, щоб прослухати курси живопису Джуліано Трабалезі, який навчив Аппіані майстерності техніки фрески, щоб художник зміг робити копії робіт Доменікіно і Корреджо.
У 1779—1782 роках вивчав сценографію, з 1783 до 1784-го відвідував школу Доменіко Челлі у Флоренції. У 1785 році стає масоном, входить до міланської ложі «Злагода», в подальшому обіймав високі посади у масонських ложах Італії.
У 1790—1791 роках вивчав твори великих художників в Пармі, Болоньї та Флоренції. Андреа тричі відвідував Рим з метою вивчення секрету рафаелівського живопису аль-фреско.
У студії художника Мартіна Ноллера Аппіані поглибив свої знання в техніці малювання картини олією. Спільно зі скульптором Гаетано Монті вивчав анатомію людського тіла у Шпиталі Маджоре в Мілані.
У 1795 році був у почті герцога Пармського. У 1796 році після вступу до Мілану французької армії на чолі із генералом Наполеоном Бонапартом стає комісаром. У 1797 році організовував свято федерації Цізальпійської республіки. Після у 1799 році до Мілану австро-російських військ переїздить до Франції. 18 жовтня 1800 знову призначений комісаром з творів мистецтва.
З 1801 року вчителює в Академії Брера. У 1802 році займався відновленням «Таємної вечері» Леонардо да Вінчі. Згодом стає членом Національного інституту Італійської Республіки. У 1803 році переїздить до Болоньї та Парми. 7 травня того ж року є членом класу та витончених мистецтв Інституту Франції.
У 1804 році був учасником коронації Наполеона як імператора французів, а у 1805 році — як короля Італії. 7 червня 1805 року був призначений придворним художником королівства Італія. В подальшому виконував замовлення віце-короля Євгена Богарне. У 1806 році стає лицарем Залізної Корони.
У 1808 році займався відновленням фресок у міланських замках, зокрема Палаццо Реале. У 1811 році стає членом римської Академії Святого Луки. 28 квітня 1813 року переніс інсульт, в результаті чого його паралізувало. Помер у Мілані 1817 року.

## Творчість
Зазнав впливу художників Помпео Батоні, Альбертоллі і Менгса.
Андреа Аппіані написав портрети майже усієї імператорської сім'ї Бонапарт, багатьох французьких генералів, міністрів і діячів італійської культури, виконаних у стилі ампір або помірного романтизму.
Андреа Аппіані є автором фресок у церквах і палацах Мілана. Його твори прикрашають купол Санта Марія дель Сельсо у Мілані та на стінах і стелях замка намісника ерцгерцога Фердинанда (1808).
Найкращі його твори — настінний живопис в королівському палаці у Мілані (1808-1812), алегорії з життя Наполеона I (16 портретів Наполеона і сім'ї Богарне) і «Аполлон і Музи» на віллі Бонапарта. З картин олійними фарбами відомою є «Туалет Юнони».

## Галерея

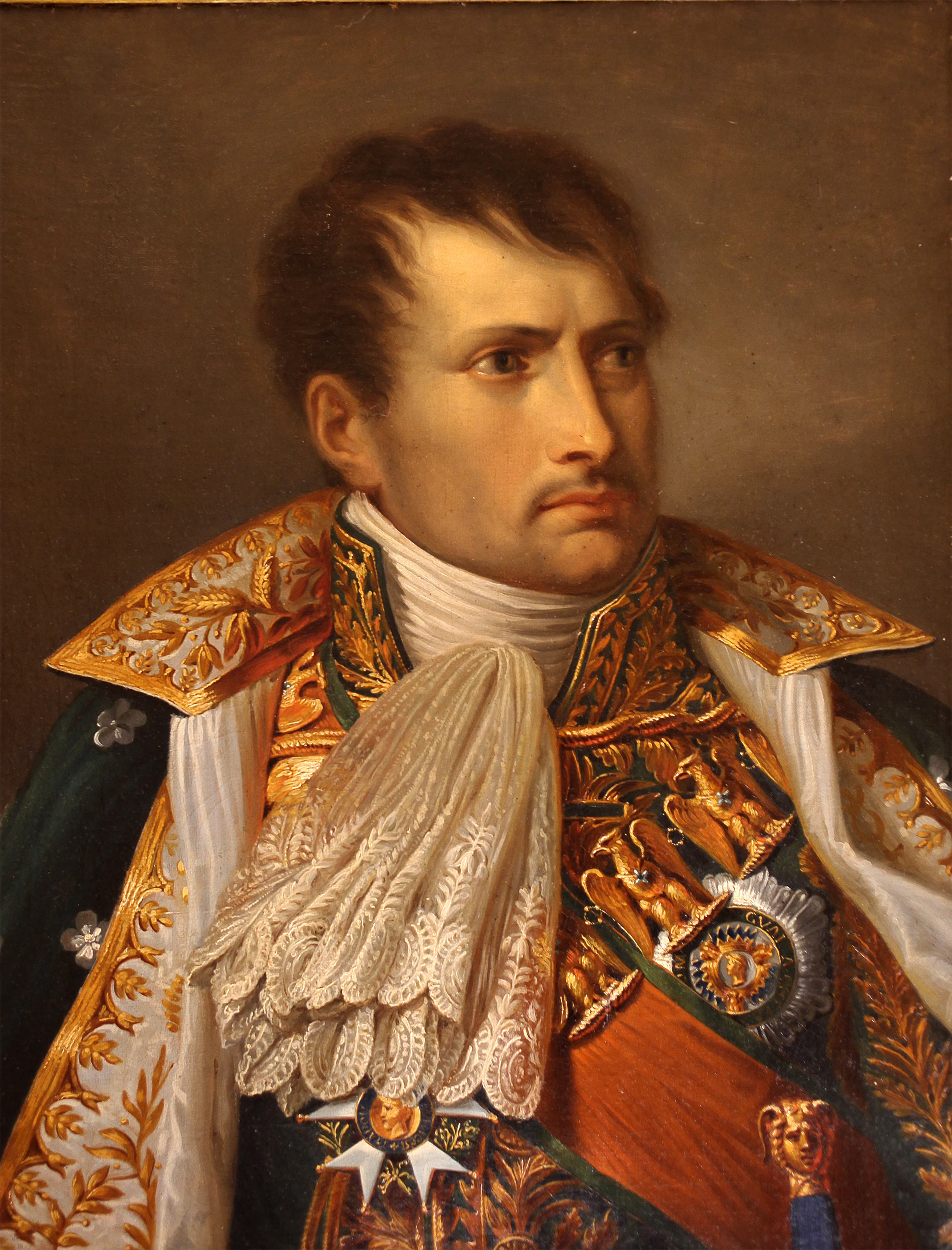
Портрет Наполеона Бонапарта. Пинакотека Амброзиана, Милан
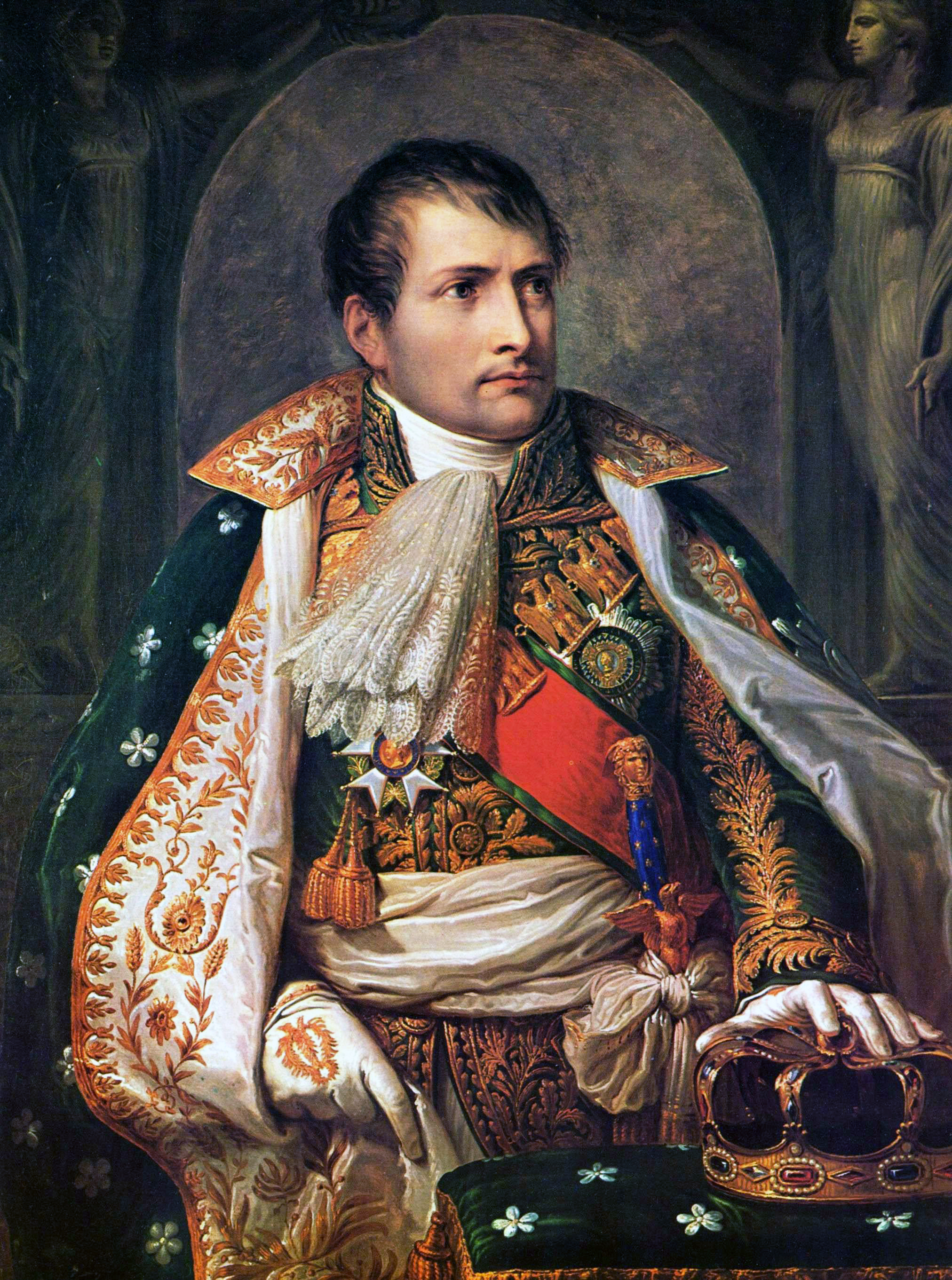
Портрет Наполеона как короля Италии. 1805. Холст, масло. (Повторение?). Музей истории искусств, Вена
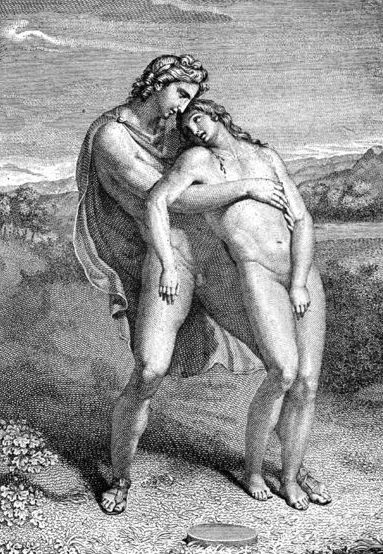
Аполлон и Гиацинт. 1801. Офорт
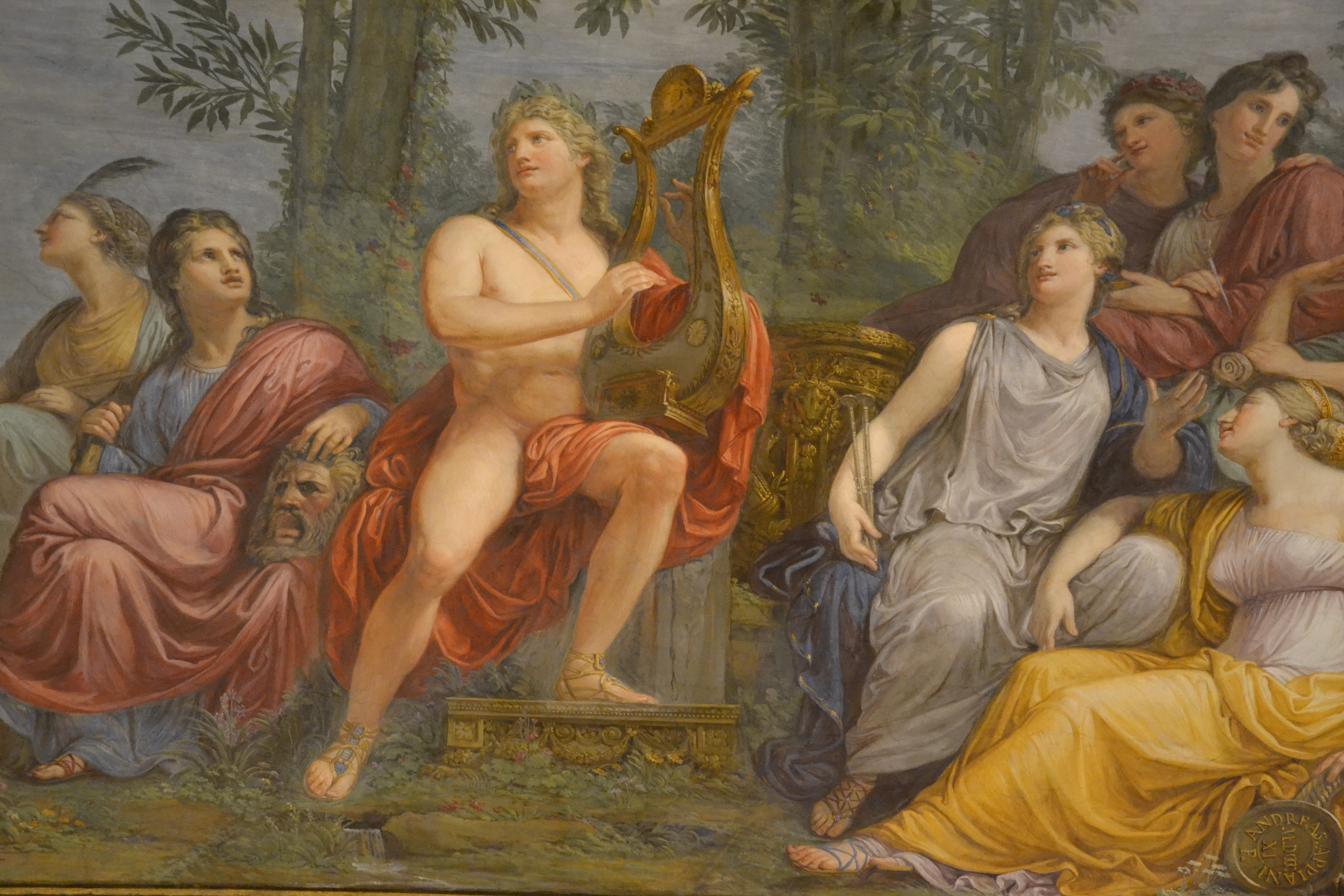
Парнас. Аполлон и музы. Деталь. 1811. Фреска. Галерея современного искусства, Милан
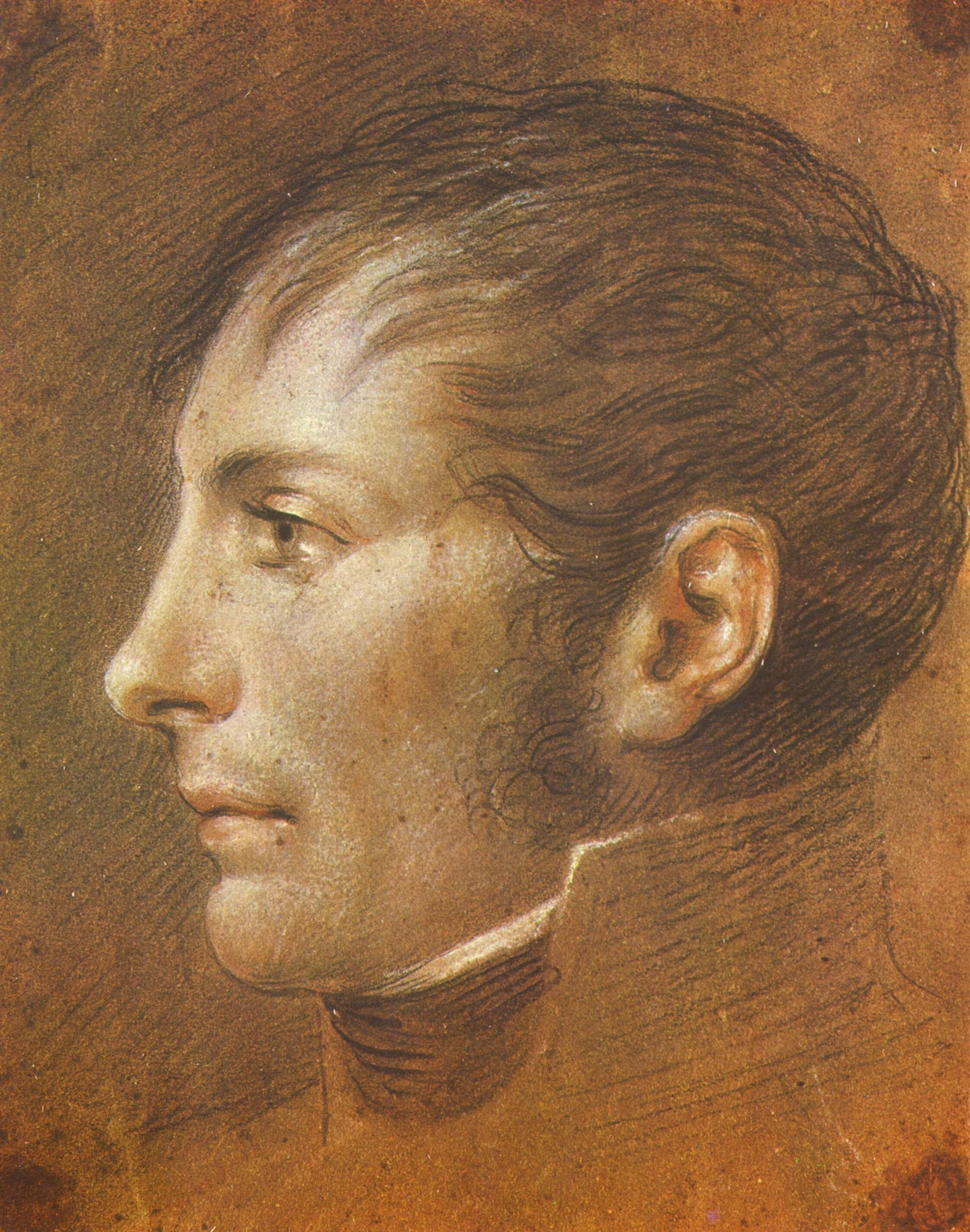
Портрет вице-короля Италии Евгения Богарне. 1800. Тонированная бумага, итальянский карандаш, мел. Музей Коррер, Венеция
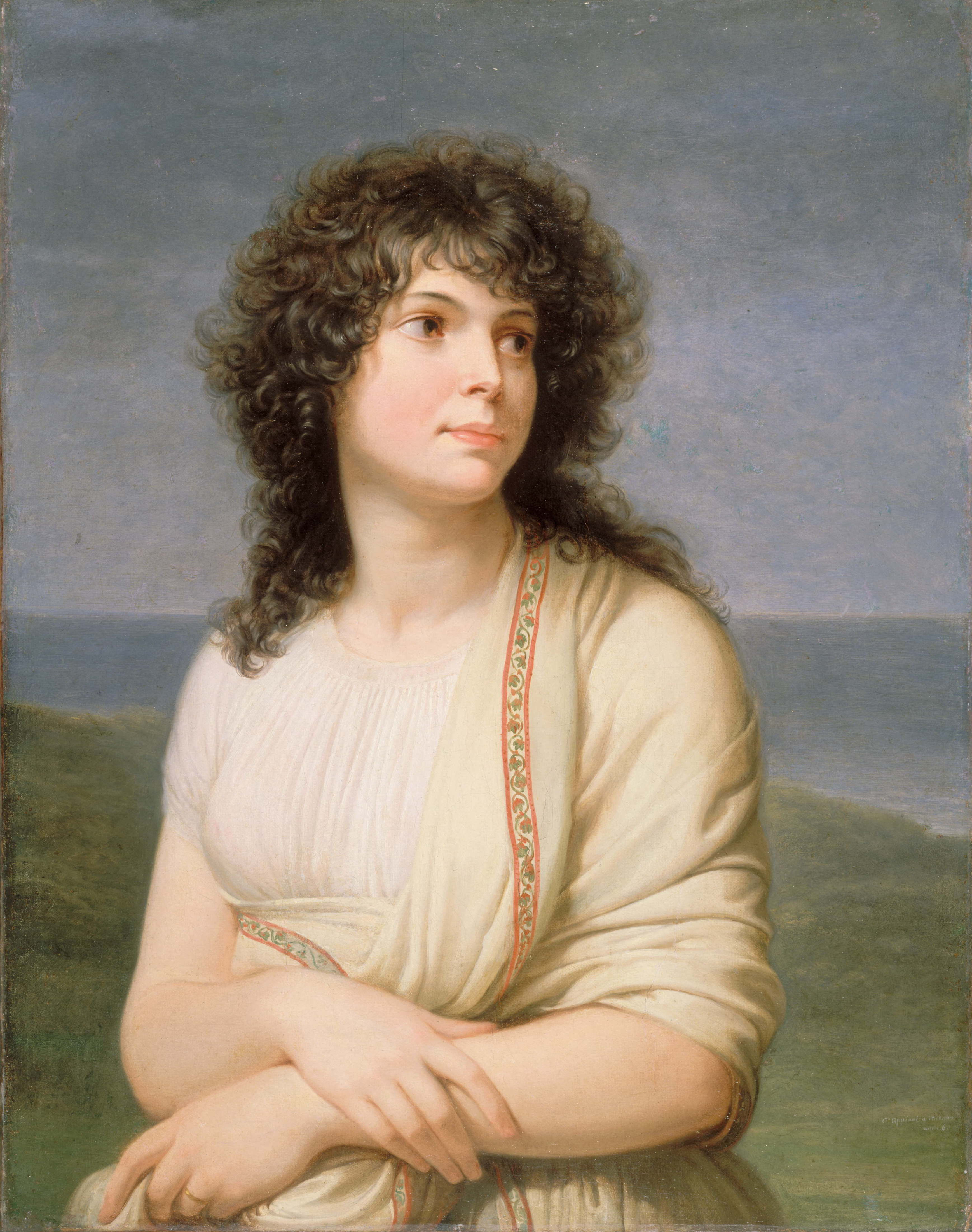
Портрет мадам Фортуне Гамелен. 1798. Холст, масло. Музей Карнавале, Париж
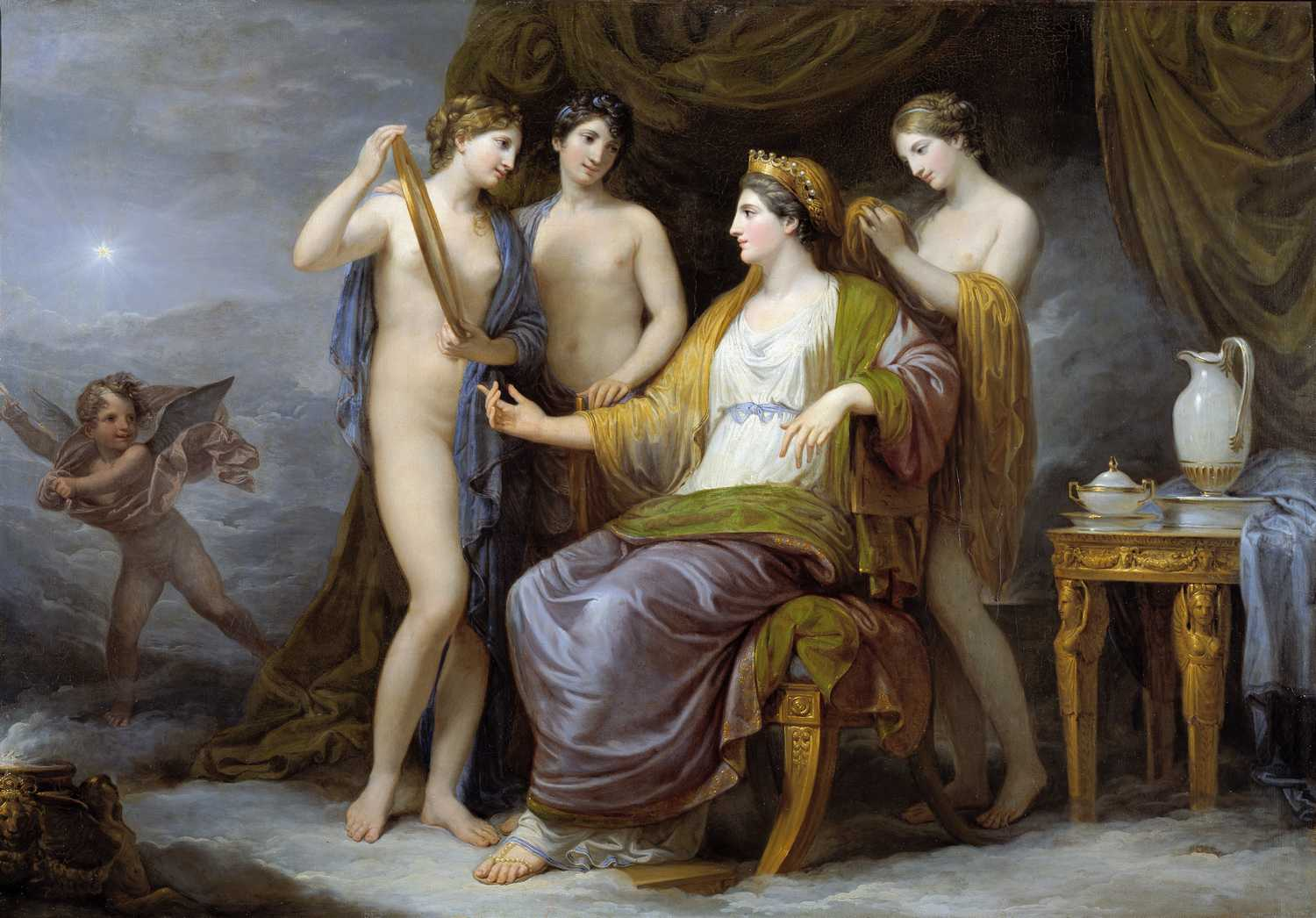
Юнона и грации. 1811. Холст, масло. Муниципальные музеи Брешии
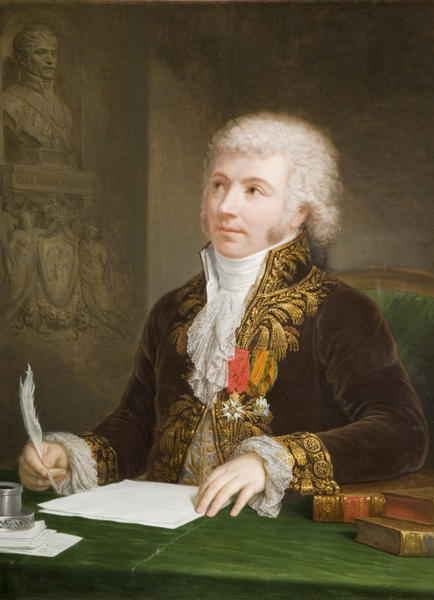
Nicolas Frochot
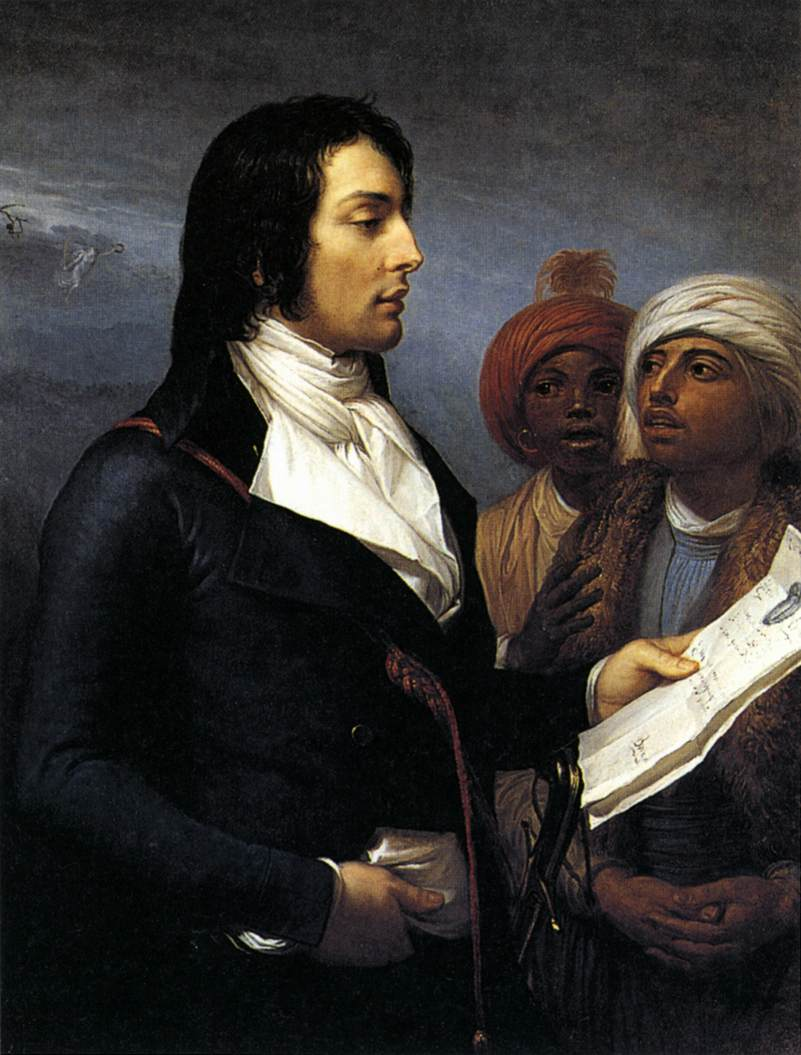
General Desaix
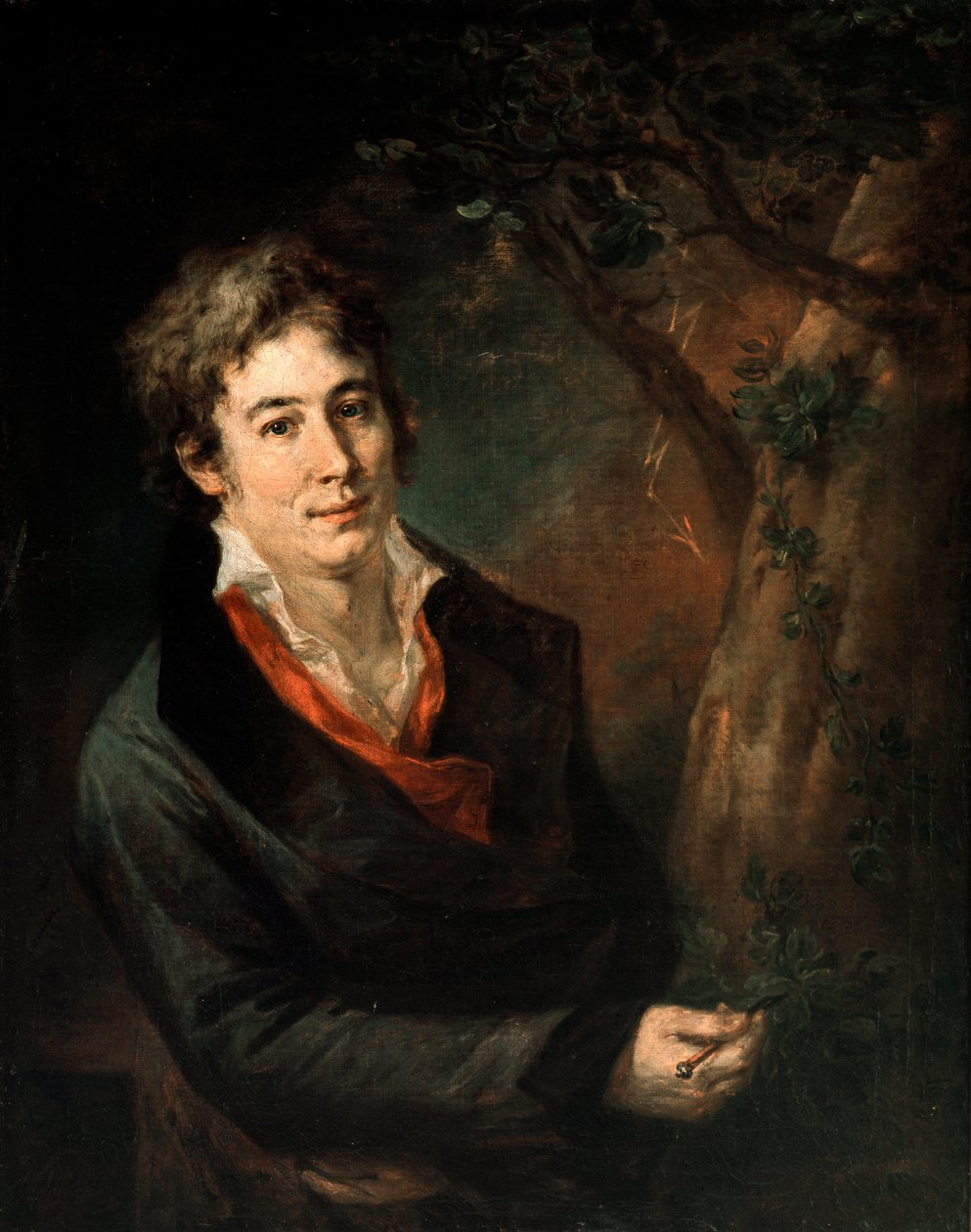
Ugo Foscolo
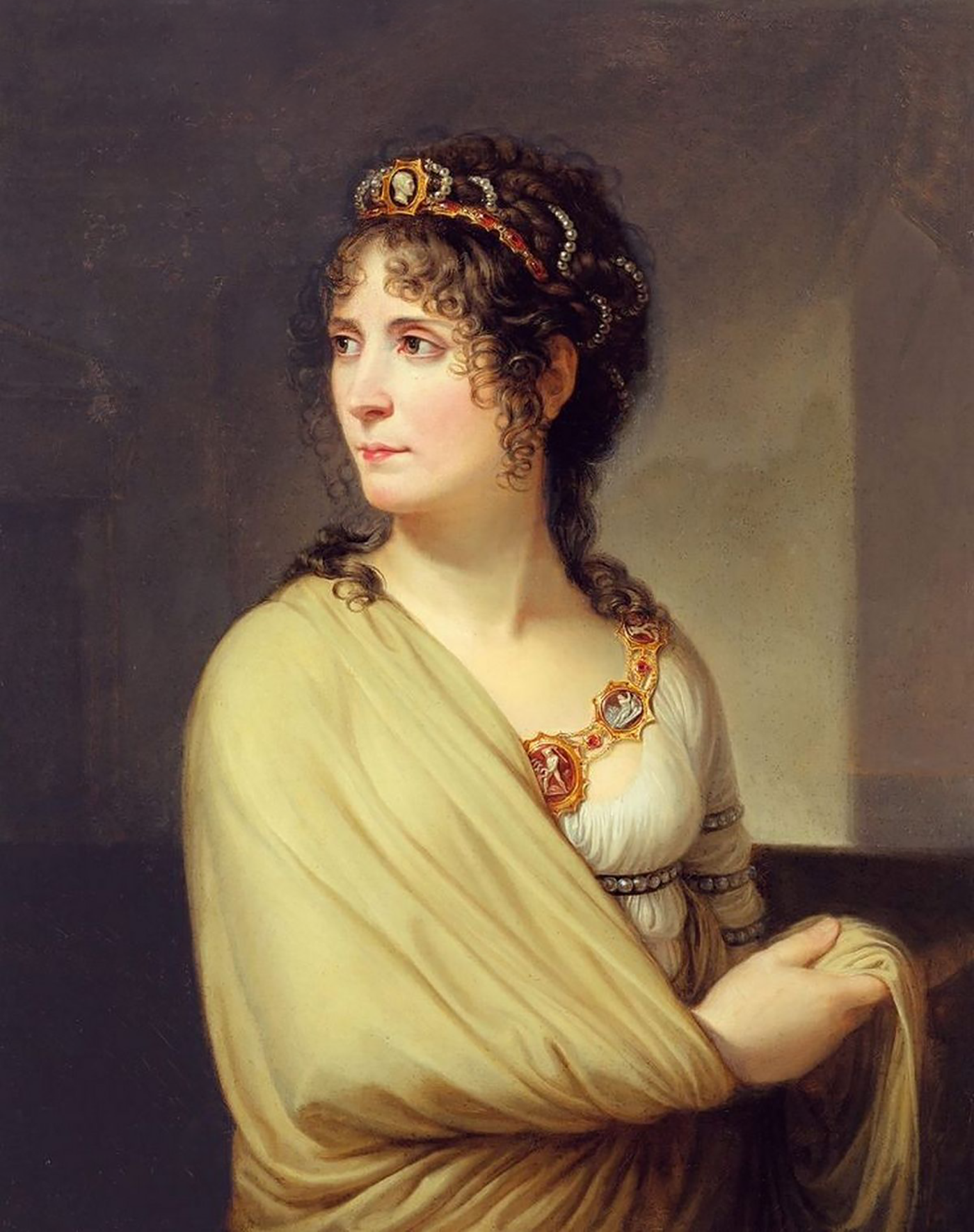
Josephine
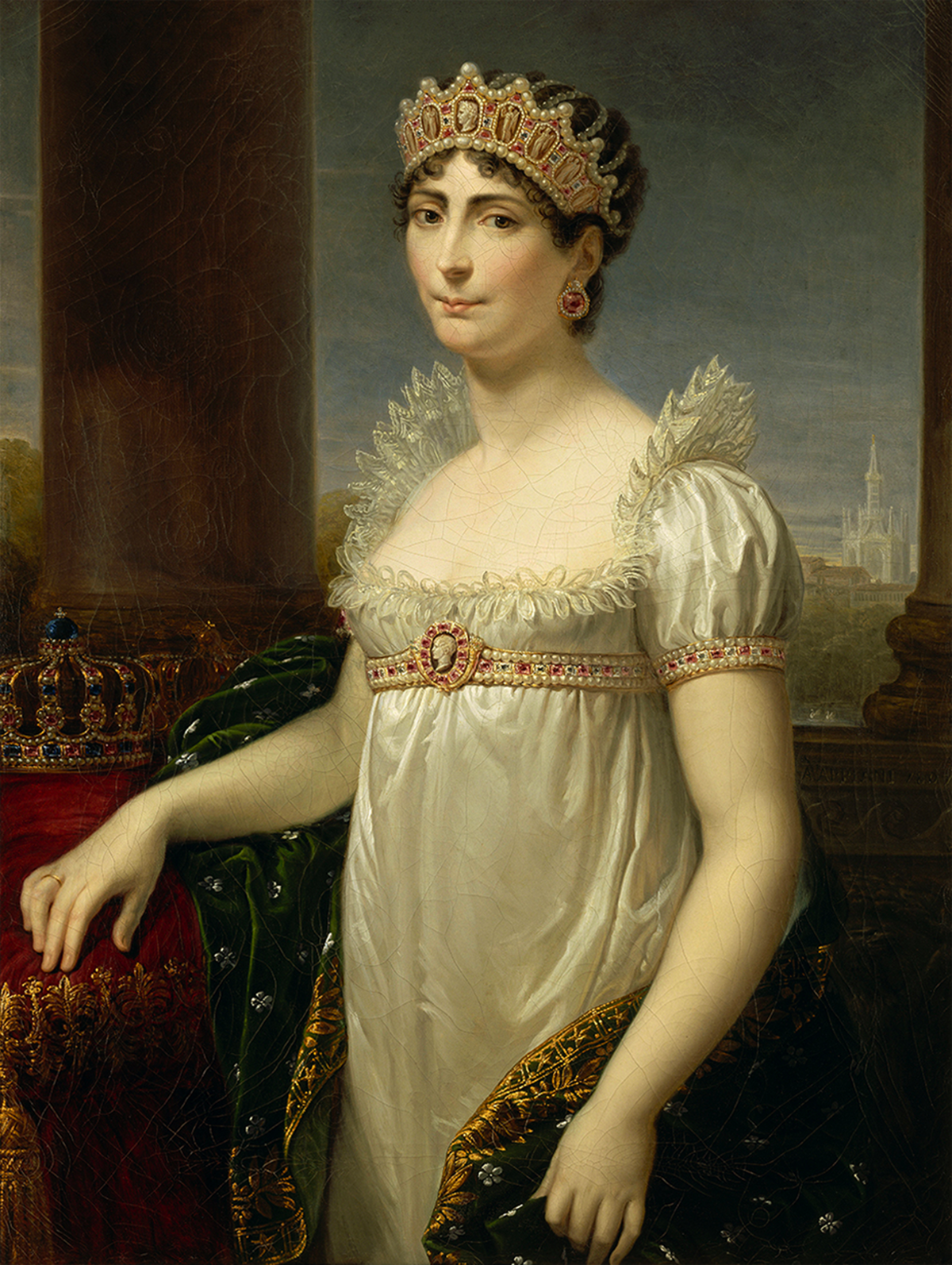
Josephine, Queen of Italy
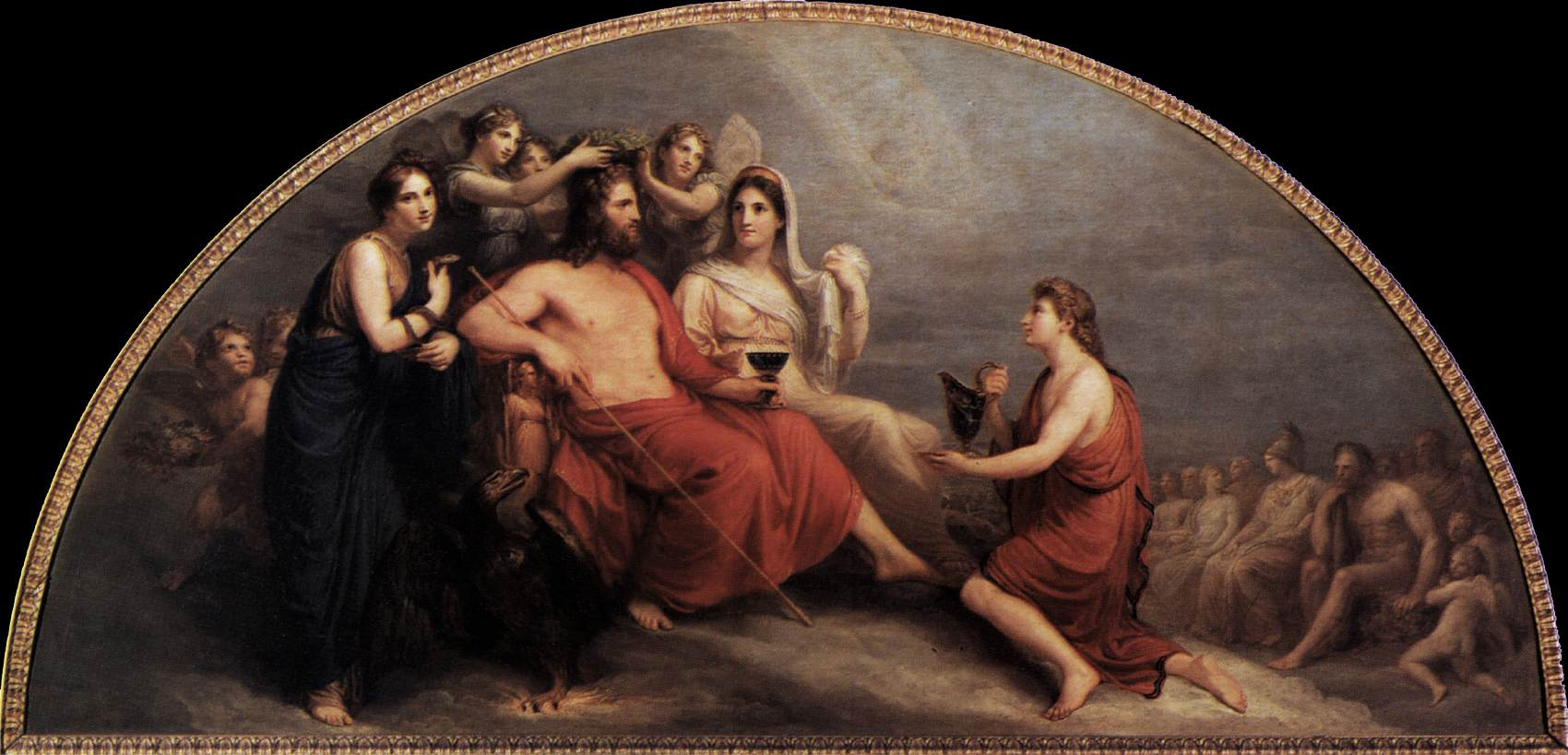
The Olympus
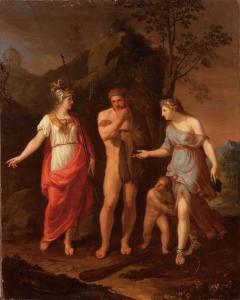
Hercules at Crossroads
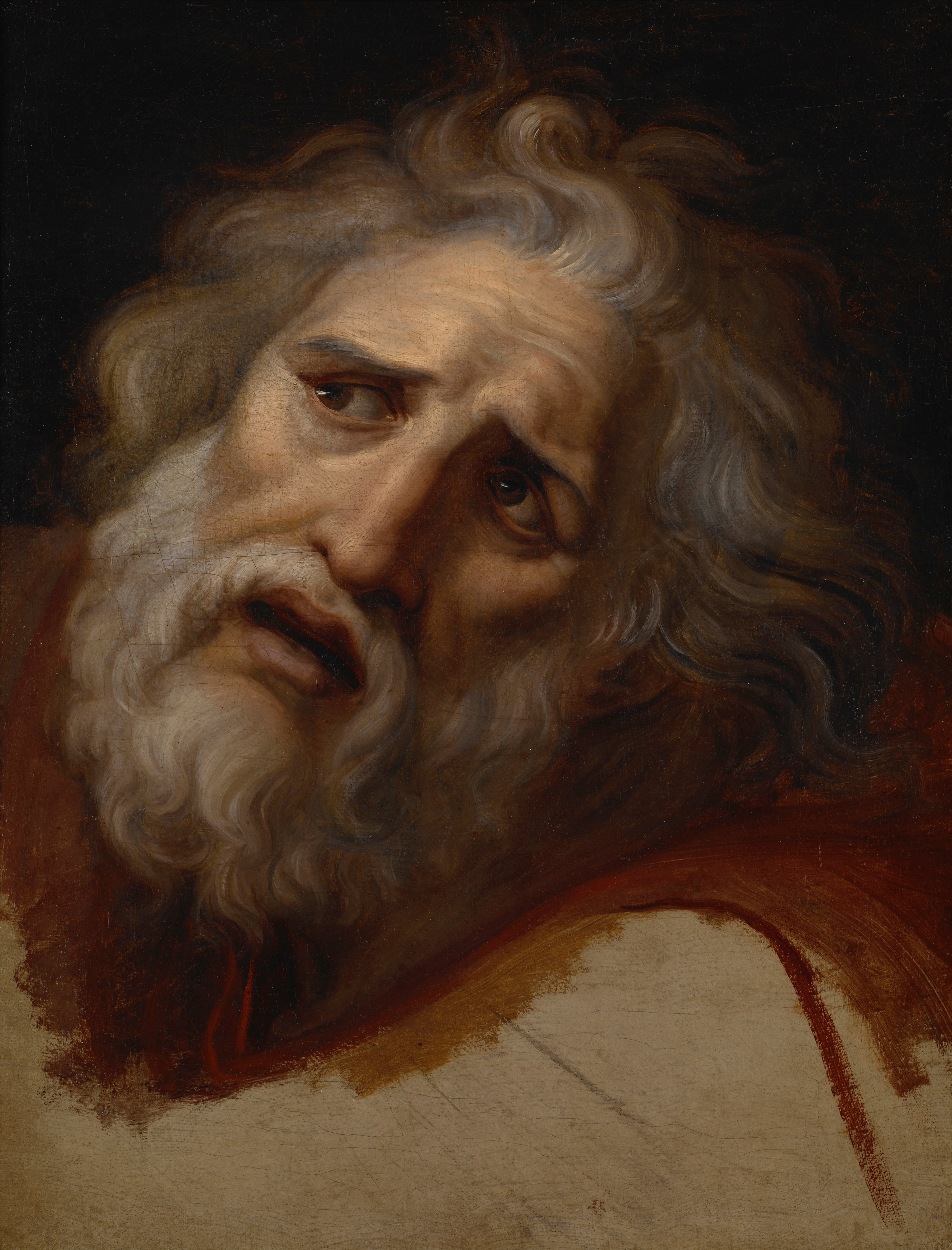
Head of Laocoön, about 1790
Eugène Beauharnais, portrait by Appiani, 1800.
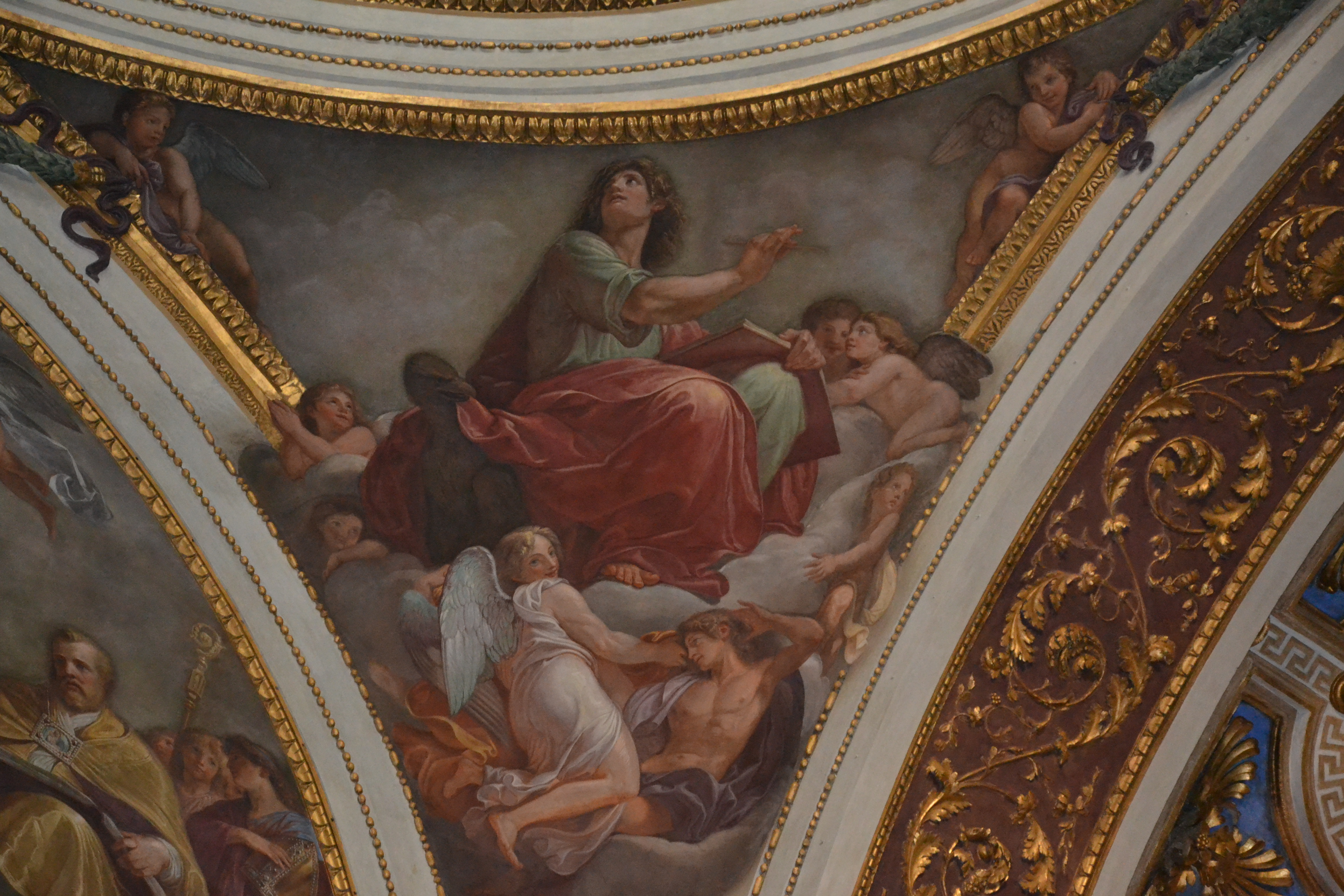
The Evangelists, detail